# Nadieżda Torłopowa
Nadieżda Torłopowa (ur. 23 listopada 1978 w ZSRR) – rosyjska bokserka startująca w kategorii wagi średniej, srebrna medalistka olimpijska, dwukrotna medalistka mistrzostw świata.
Największym jej sukcesem jest srebrny medal igrzysk olimpijskich w Londynie w kategorii wagi średniej. 